# M75装甲兵員輸送車
M75装甲兵員輸送車はアメリカ合衆国の装甲兵員輸送車である。

## 概要
M75は、1952年12月から1954年2月にかけて生産され、朝鮮戦争に投入された。アメリカ軍の任務において、本車はより小型で低廉そして水陸両用機能を持つM59装甲兵員輸送車によって代替された。また、M75は軍事援助としてベルギーに供与され、これらの車輌は1980年代初期まで使用された。
本車の概算コストは72,000ドルであり、早期の生産停止を招いた。車輌の外形が高姿勢であることもまた、否定的な要因となった。加えるに、空冷エンジンの吸排気口は小火器に弱いとも考えられた。しかし、本車の駆動機構の信頼性は、後継となったM59装甲兵員輸送車のそれよりもはるかに優良だった。

## 開発
第二次世界大戦終了時に、M18 戦車駆逐車を基とし、M44（T16）と呼称された、装軌式で完全に密閉式の装甲兵員輸送車が開発されていた。このM44は非常に大きく、戦闘重量が約22,950kgもあり、24名の歩兵と操縦士、砲手、車長を輸送した。本車は戦後にフォート・ノックスとアバディーン性能試験場で評価試験を受けたが、陸軍は最終的にM44が大型に過ぎるとして拒絶した。このとき、陸軍の戦術教義では10名から成る歩兵分隊を必要としていた。この結果、M44は数輌のみが製造され、いくつかの補助的な任務に就いた。
1945年9月21日、分隊規模の装甲兵員輸送車のために一連の仕様が定められ、この車輌はT43 カーゴキャリアーの車体を基礎としていた。1946年9月26日、4輌の試作車輌の製造のためにインターナショナル・ハーベスター・コーポレーション（IHC）と契約が結ばれ、T18装甲多用途車輌の開発が承認された。
原型のT18E1は非武装であり、M13 キューポラにM2重機関銃が装備され、評価される前までは、高いキューポラが多様な機銃マウントに換装された。原型のモックアップには、2基の遠隔操縦式50口径重機関銃が装備されていた。これは、車長や2名の銃手によって遠隔照準できるもので、固有の乗員を含めた総搭乗人数は14名だった。
試作1号車T18では副操縦士を1名削除したが、遠隔操縦式の機関銃は残された。T18E1試作車は非武装となり、車長のための高いキューポラを備えた。この車輌はしばしば試作番号4と呼称される。T18E2は、車長用キューポラをT122機銃マウントに換装しており、これは30口径または50口径の機銃を装備した。
試作車輌は6気筒コンチネンタルAO-895-2空冷ガソリンエンジンにより駆動され、これは車体側面のグリルを介して排気した。このエンジンは後にT18E1用のAO-895-4に換装され、車両前方から水平に配管されたパイプを通じて排気された。
M75は、M41軽戦車と車体や緩衝機構の部品を多数共有し、また、コンチネンタル空冷エンジンで駆動していた。本車には超信地旋回などが可能なクロスドライブトランスミッションが装備されたが、操舵は二本の垂直ハンドルを介しており、初期型車輌の側方への操縦はクラッチアンドブレーキ方式を想定していた。
1952年、受領試験後にT18E1はM75として生産に移るよう命令された。M75もまたIHCで開発され、契約では1,000輌がIHCに割り当てられ、730輌はフード・マシナリー・アンド・ケミカル・コーポレーションに割り当てられた。製造中にコスト削減と複雑な設計に対し、いくつかの変更点が設けられた。両側面にそれぞれ4箇所というショックアブソーバーの数は2箇所に半減され、また、補助発電・暖房装置は撤去された。2基のゴム製75ガロン燃料タンクは1基の金属製150ガロン燃料タンクに換装された。
製造が中止されるまでに、1,729輌が生産された。

## 構造

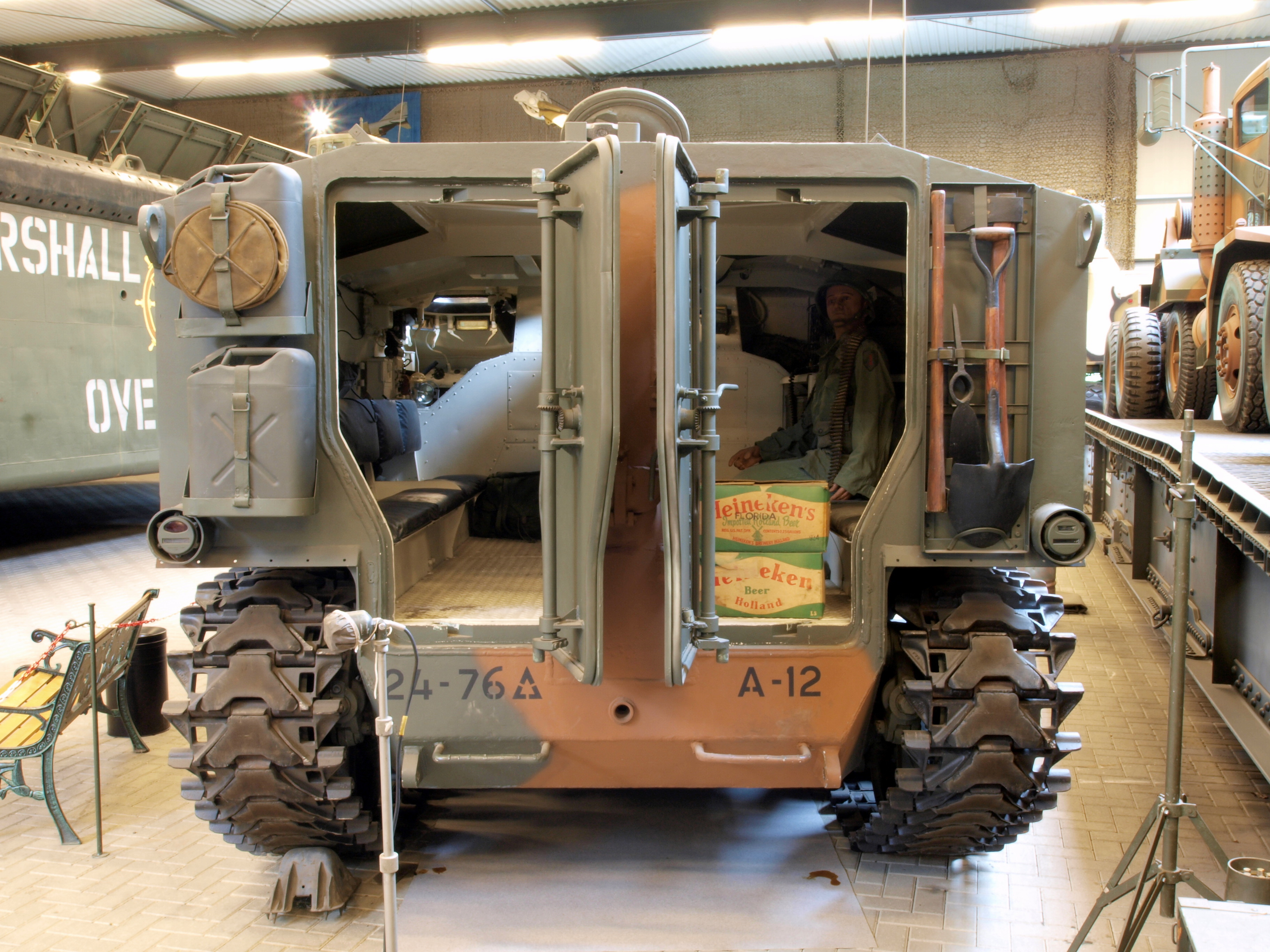
M75 後方より

M75は、鋼製車体を溶接で組み立てており、装甲厚は2.5-3.8cmと異なる。車体正面の装甲厚は4-5cmの厚みである。車輌総重量は約19,051kg。
M75は、後のアメリカの装甲兵員輸送車とほぼ同一のレイアウトで作られている。操縦士は車体前方左側に座り、彼の右側には空冷水平対向6気筒コンチネンタルAO-895-4ガソリンエンジンが位置する。操縦士には4基のM17 ペリスコープと、後期型ではM19 暗視ペリスコープが与えられた。エンジンと操縦士席の後方には、車輌中央に車長が位置し、ハッチ周辺には6箇所にビジョンブロックが配されている。車長のキューポラには通常、M2重機関銃が装備され、弾薬1,800発が車輌に搭載された。車長の後方の大きな区画には歩兵が搭乗した。車体後面に左右のドアがあり、さらに車体上面と右側面にもドアがある。追加としてM20 スーパーバズーカ1門、ロケット弾10発、1挺のM1またはM2カービン、また、小銃用弾薬180発が装備された。
エンジンは、2,660rpmにおいて最大約295馬力（220kW）を出力した。これは、本車に69km/hの最高速度を与えた。本車は568リットルのガソリンを携行し、約185kmの航続距離を発揮した。本車には両側面に5個の転輪と3個の上部転輪が装着されている。

## 性能
- Fording depth: 48 inches (80 inches with fording kit)[4]
- Vertical obstacle: 18 inches[4]
- Trench: 66 inches[4]
- Gradient: 60 percent[4]

## 採用国
- アメリカ
- ベルギー
- モロッコ